# Tall Kartal
Tall Kartal (arab. تل قرطل) – miejscowość w Syrii, w muhafazie Hama. W 2004 roku liczyła 2079 mieszkańców.